# Melitaea medioastricta
Melitaea medioastricta är en fjärilsart som beskrevs av Ruggero Verity 1950. Melitaea medioastricta ingår i släktet Melitaea och familjen praktfjärilar. Inga underarter finns listade i Catalogue of Life.